# جمهورية ألمانيا الاتحادية (مصطلح)
جمهورية ألمانيا الاتحادية ((بالألمانية: Bundesrepublik Deutschland)‏. الإنجليزية: FRG / جمهورية ألمانيا الاتحادية)؛ (وصلة=| عن هذا الصوت ) هو اختصار غير رسمي لجمهورية ألمانيا الاتحادية، والمعروف بشكل غير رسمي باللغة الإنجليزية بألمانيا الغربية حتى عام 1990، وألمانيا فقط منذ إعادة التوحيد. تم استخدامه في بعض الأحيان في الجمهورية الاتحادية نفسها منذ تأسيسها؛  كان يستخدم عادة بين عامي 1968 و1990 من قبل الحزب الحاكم في جمهورية ألمانيا الديمقراطية (ألمانيا الشرقية)، مما أدى إلى انخفاض قوي مؤقت لاستخدامه في ألمانيا الغربية. سبق أن استخدم نظام ألمانيا الشرقية مصطلح «جمهورية ألمانيا الاتحادية» للإشارة إلى نظيره الغربي.
في حين أن اللغة الإنجليزية كانت تستخدم FRG باعتباره رمز البلد IOC ولكرة القدم، واستخدام BRD بقوة من قبل السلطات في جمهورية ألمانيا الاتحادية نفسها خلال السبعينات. لم يتم حظر هذا المصطلح بموجب القانون، ولكن تم تثبيط استخدامه أو حظره في المدارس في ألمانيا الغربية في السبعينات. بعد إعادة توحيد ألمانيا، أصبح يشار إلى البلد عادة باسم ألمانيا (Deutschland)، وبالتالي تقلصت الحاجة إلى الاختصارات إلى حد كبير. ومع ذلك، فهناك حاجة إلى الابتعاد عن الشيوعية، وتم إدراج مصطلح "BRD" في القاموس الألماني البارز دودن باعتباره «اختصار غير رسمي» لجمهورية ألمانيا الاتحادية منذ التسعينيات.
كان الاختصار الأكثر استخدامًا على نطاق واسع لألمانيا الغربية هو رمز البلد الخاص بـ أيزو 3166-1 حرفي-2 "DE" دي، والذي ظل رمز دولة ألمانيا الموحدة.

## التاريخ

مناطق احتلال الحلفاء في ألمانيا ما بعد الحرب: البريطانية (الخضراء) والسوفييتية (الحمراء) والأمريكية (البرتقالية) والفرنسية (الزرقاء)

### خلفية
كان الاسم الرسمي وهو Bundesrepublik Deutschland («جمهورية ألمانيا الاتحادية»). على الرغم من أنه أشار في البداية إلى الجمهورية التي تم تأسيسها في منطقة تريزون، إلا أنه كان يعكس اسمًا لكل ألمانيا، لذا كان من الضروري أن يشمل مصطلح Deutschland («ألمانيا»). وهذا يتوافق مع روح دستور ألمانيا الغربية آنذاك، القانون الأساسي، الذي يسمح لجميع الولايات، تحت سيطرة الحلفاء، بالانضمام إلى الجمهورية الاتحادية الجديدة. في عام 1949 قامت الولايات الإحدى عشرة الأصلية في تريزون وبرلين الغربية بذلك. ومع ذلك تم منعه بموجب اعتراض الحلفاء على اعتبار أن المدينة تعتبر منطقة احتلال رباعية الأطراف. انضمت سارلاند إلى حيز التنفيذ اعتبارًا من 1 يناير 1957، في حين أن «الولايات الجديدة» في الشرق فعلت ذلك اعتبارًا من 3 أكتوبر 1990، بما في ذلك برلين الموحدة.

### استخدام في ألمانيا الشرقية
تغير هذا في عام 1968 مع الدستور الجديد للجمهورية الديمقراطية الألمانية. لم يعد الشيوعيون يسعون جاهدين لإعادة توحيد ألمانيا، وتم تقديم اسم BRD كمصطلح دعائي مضاد لمصطلح DDR، في محاولة للتعبير عن مساواة الدول. سيتحدث الغرب عن DDR sogenannte  أو «ما يسمى بـ DDR»  عندما يعتزم تقويض دولة ألمانيا الشرقية.
في ذلك الوقت، تم تبني BRD من قبل نيوس دويتشلاند، الصحيفة اليومية لحزب الوحدة الاشتراكية الحاكم،  حين تبنت مصادر رسمية في ألمانيا الشرقية تلك البداية بشكل قياسي في عام 1973.

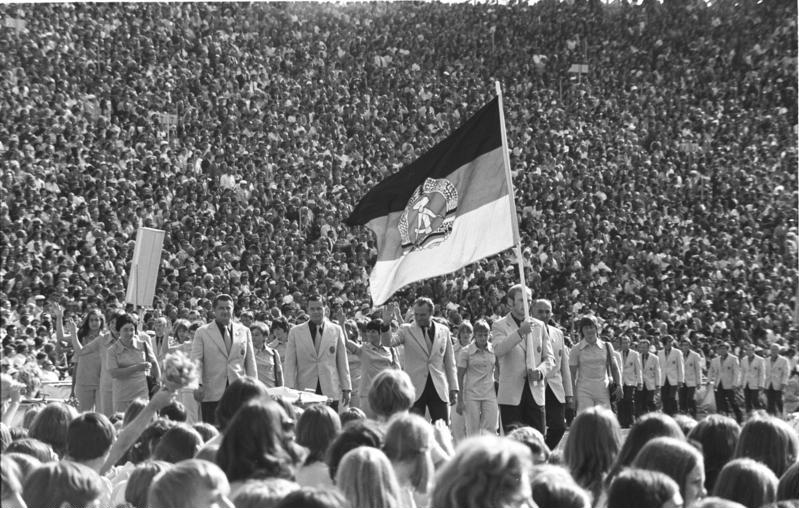
فريق ألمانيا الشرقية في حفل افتتاح دورة الألعاب الأولمبية الصيفية لعام 1972